# Personenstandsverordnung
Die Verordnung zur Ausführung des Personenstandsgesetzes (kurz Personenstandsverordnung - PStV) ist eine deutsche Verordnung, in der die Ermächtigungen aus § 73 des Personenstandsgesetzes (PStG) umgesetzt werden. 

## Regelungsinhalt
Die PStV ist die Ausführungsverordnung zum PStG und legt die praktischen Regeln für die Führung und Beurkundung des Personenstandes fest. Sie stellt sicher, dass Geburten, Eheschließungen, Lebenspartnerschaften und Sterbefälle in den vorgesehenen Personenstandsregistern einheitlich, sicher und beweiskräftig dokumentiert werden. Ferner wird der Datenaustausch mit anderen öffentlichen Stellen geregelt.
Die Anlagen enthalten die für die Umsetzung des PStG und der vorliegenden Verordnung notwendigen technischen Details und spezifischen Vorgaben. Sie definieren unter anderem die Struktur und den Inhalt der Personenstandsregister, wie verpflichtende Datenfelder, Datenformate und Muster für die Ausstellung von Personenstandsurkunden und elektronischen Personenstandsbescheinigungen. Diese sind von den Standesämtern und anderen Behörden, die in den Geltungsbereich des Gesetzes und der Verordnung fallen, zu verwenden.

## Geschichte

### Änderung 2024
Zum 1. November 2024 wurden die elektronischen Personenstandsbescheinigungen mit den dazugehörigen Mustern eingeführt.